# Кэймен, Майкл
Майкл Арнольд Кэймен (Камен, англ. Michael Arnold Kamen; 15 апреля 1948, Нью-Йорк — 18 ноября 2003, Лондон) — композитор, дирижер, продюсер, актёр, аранжировщик, сессионный музыкант.

## Биография

### Ранние годы
Родился в Нью-Йорке, в еврейской семье преподавательницы Хелен и стоматолога Соул Кейменов. Учился в Высшей школе искусств по классу гобоя, одноклассник Марка Сноу, с которым основал «New York Rock & Roll Ensemble», выпустивший в период с 1968 по 1972 годы четыре альбома. Затем поступил в Джульярдскую школу.

### Эстрада
Он сотрудничал со многими популярными и классическими исполнителями наших дней: Лучано Паваротти, Эрик Клэптон, Энни Леннокс и Дэйв Стюарт (Eurythmics), Стинг, Пит Таунсенд, Дэвид Боуи, Брайан Адамс, Боб Дилан, Стюарт Коупленд, Дзуккеро, Боно и Эдж (U2) и группами Pink Floyd, Aerosmith, Metallica, Queen, Bon Jovi, Duran Duran, The Cranberries, Guns N’ Roses и многими другими.
Начиная с середины 70-х, сотрудничал с Энн Дадли и Ричардом Найлзом.
В 1982 году переехал из Нью-Йорка в Лондон, два года спустя принял участие в работе над песней Eurythmics «Here Comes the Rain Again». Среди работ — аранжировки на альбомах «The Wall» (Pink Floyd) и «Nothing Else Matters» (Metallica); оркестровые партитуры песен «Who Wants to Live Forever» (Queen); а также «Dream On» (Aerosmith) и «November Rain» и (Guns N’ Roses) для выступления на MTV.
В начале 1990-х принимал участие в качестве дирижёра Национального филармонического оркестра в живых концертах «The Wall» Роджера Уотерса в Берлине (1990) и «24 Nights» Эрика Клэптона (1991). Тогда же Ленни Кравиц написал совместно с Кейменом для альбома «Mama Said» песню «Fields of Joy». В свою очередь для Кейт Буш аранжировал «Moments of Pleasure» (1993). В 1994 году оркестровал и продирижировал попурри из песен The Who для тура Роджера Долтри, посвящённого 50-летию.
21 и 22 апреля 1999 года в Berkley’s Community Theatre в Сан-Франциско, Майкл Кэймен с местным оркестром и Metallica дали совместный «живой» концерт. Программа охватила все творчество группы Metallica стилистически и хронологически, включая песни из всех альбомов от «Ride The Lightning» (1984) до «Reload» (1997), а также новые песни. Из материалов этих концертов был записан новый альбом группы Metallica «S&M».
Последние работы Кеймена в этом жанре — альбом Брайана Адамса «Room Service» (2004), где композитор сыграл на гобое и также оркестровал песню «I Was Only Dreamin» и альбом «Aerial» (2005) Кейт Буш.

### Кино и ТВ
За свою карьеру в создании более 70 фильмов, среди которых такие мировые хиты, как «Горец», «Опус мистера Холланда» («Грэмми» за лучшую инструментальную композицию), «Бразилия», «Люди Икс», все четыре фильма «Смертельное оружие» и три из пяти частей кинофраншизы «Крепкий орешек».
В 1991 году баллада «(Everything I Do) I Do It for You», написанная вместе с Брайаном Адамсом специально для фильма «Робин Гуд: Принц воров», завоевала «Грэмми» в категории «Лучшая песня, написанная для визуальных медиа» а также номинирована на «Оскар» за лучшую песню к фильму.
В 1998 году написал музыку к картине «Куда приводят мечты», заменив Эннио Морриконе, чей саундтрек не подошёл под новый монтаж картины. Последнюю работу — комедию «Первая дочь» — Кеймен закончить не успел, фильм доделал Блейк Нили.

### Симфонические произведения
- Концерт для саксофона (1990)
- Концерт для гитары (1998)
- The New Moon in the Old Moon’s Arms (2001)
- «Quintet» («Magic Horn») (2002)

### Последние годы
С 1996 года Кэймен страдал рассеянным склерозом. 18 ноября 2003 года, в возрасте 55 лет, он скончался в Лондоне от инфаркта. Энни Леннокс, получившая в 2004 году «Оскар» за лучшую песню ко второму фильму «Властелина Колец», посвятила ему свою награду, а Дэвид Гилмор, с которым Кеймен работал над серией живых концертов в начале 2000-х, посвятил ему вышедший в 2006 году альбом «On an Island».

## Фильмография
- 1971 — Захария / Zachariah
- 1976 — / Rodin mis en vie
- 1976 — Новый человек / The Next Man
- 1977 — Каскадёры / Stunts
- 1977 — / Between the Lines
- 1979 — / Boardwalk
- 1981 — Полиэстер / Polyester
- 1981 — Змеиный яд / Venom
- 1983 — Мёртвая зона / Dead Zone
- 1983 — Анджело, моя любовь / Angelo My Love
- 1985 — Бразилия / Brazil
- 1986 — Горец / Highlander
- 1986 — Шанхайский сюрприз / Shanghai Surprise
- 1986 — Мона Лиза / Mona Lisa
- 1987 — Рита, Сью и Боб тоже / Rita, Sue and Bob Too
- 1987 — Подозреваемый / Suspect
- 1987 — Тот, кто меня бережёт / Someone to Watch Over Me
- 1987 — Приключения няни / Adventures in Babysitting
- 1987 — Смертельное оружие / Lethal Weapon
- 1988 — Приключения барона Мюнхгаузена / The Adventures Of Baron Munchausen
- 1988 — / For Queen and Country
- 1988 — / The Raggedy Rawney
- 1988 — Простак / Homeboy
- 1988 — Крепкий орешек / Die Hard
- 1988 — Боевик Джексон / Action Jackson
- 1989 — / Rooftops
- 1989 — Дом у дороги / Road House
- 1989 — Под прикрытием / Renegades
- 1989 — Лицензия на убийство / Licence to Kill
- 1989 — Смертельный выстрел / Dead Bang
- 1989 — / Crusoe
- 1989 — Смертельное оружие 2 / Lethal Weapon 2
- 1990 — Крепкий орешек 2 / Die Hard 2
- 1990 — Горец 2: Оживление / Highlander 2
- 1990 — / The Krays
- 1990 — / Cold Dog Soup
- 1991 — Истории о сильных людях / Two-Fisted Tales
- 1991 — Робин Гуд: Принц воров / Robin Hood: Prince of Thieves
- 1991 — Одни неприятности / Nothing But Trouble
- 1991 — / Let Him Have It (1991),
- 1991 — Последний бойскаут / The Last Boy Scout
- 1991 — Гудзонский ястреб / Hudson Hawk
- 1991 — Дело фирмы / Company Business
- 1992 — Смертельное оружие 3 / Lethal Weapon 3
- 1995 — Круг друзей / Circle of Friends
- 1995 — Опус мистера Холланда / Mr. Holland’s Opus
- 1995 — Крепкий орешек 3: Возмездие / Die Hard: With a Vengeance
- 1997 — Сквозь горизонт / Event Horizon (совместно с Orbital)[5]
- 1998 — Смертельное оружие 4 / Lethal Weapon 4
- 1999 — Стальной гигант / The Iron Giant
- 2000 — Люди Икс / X-Men
- 2000 — Радиоволна / Frequency
- 2000 — Братья по оружию/ Band of Brothers
- 2003 — Открытый простор/ Open Range
- 2004 — Возвращение в Гайю/Back to Gaya